# Concertation des partis pour la démocratie
Pour les articles homonymes, voir Alliance démocratique.
La Concertation des partis pour la démocratie (Concertación de Partidos por la Democracia, ou simplement Concertación en espagnol) était une coalition de partis politiques chiliens du centre et de la gauche. 
La Concertation des partis pour la démocratie est née sous le nom de Concertación de Partidos por el No (Concertation des partis pour le non) à l'occasion du référendum de 1988 portant sur le maintien au pouvoir du général Augusto Pinochet, la victoire du non avec 56 % permettant la fin de la dictature militaire et le retour de la démocratie. La Concertation a remporté toutes les élections législatives et présidentielles depuis le retour des élections libres en 1989, jusqu'à 2009-2010.
Son symbole, l'arc-en-ciel, symbolise la diversité des projets et intérêts qui composent la coalition. 
Les quatre présidents qu'a connu le Chili de 1990 à 2010 sont tous issus de la Concertación : 
- Patricio Aylwin (PDC), de 1990 à 1994
- Eduardo Frei Ruiz-Tagle (PDC), de 1994 à 2000
- Ricardo Lagos (PPD-PS), de 2000 à 2006
- Michelle Bachelet (PS), de 2006 à 2010.

Les gouvernements issus de la Concertación ne remettent pas en question le système néolibéral hérité de la dictature. Le consensus avec la droite est tel que l'hebdomadaire britannique The Economist conclue, à la veille des élections de décembre 2009 : « Au niveau pratique [une victoire du candidat de droite Sebastián Piñera] n'aurait qu'un impact réduit ». Celui-ci s'engage d'ailleurs dans son programme de campagne à « maintenir la plupart des politiques mises en œuvre par la Concertación  ».

## Partis membres
- PPD, Parti pour la démocratie (Partido por la demócracia)
- PS, Parti socialiste du Chili (Partido socialista de Chile)
- PDC, Parti démocrate-chrétien (Partido demócrata cristiano)
- PRSD, Parti radical social-démocrate (Partido radical social-demócrata)

## Élections
Alliance majoritaire tant aux élections municipales que législatives, la Concertation a subi sa première défaite électorale lors des élections municipales du 26 octobre 2008, les quatrièmes depuis le retour de la démocratie en 1989. 
Avec 38,43 % des suffrages (soit 6 % de moins que la fois précédente), elle est pour la première fois devancée par sa rivale de droite, l'Alliance pour le Chili (40,49 %) alors que Juntos Podemos Más, un regroupement d'extrême-gauche obtenait 6 % des suffrages et que le « Pacte pour un Chili propre », un groupe dissident de la Concertation Démocratique, réunissait 4 % des suffrages.
Si la victoire de la droite était attendue dans ses bastions de Concepción où Jacqueline Van Rysselberghe (UDI) est réélue avec 63 % des voix et de Santiago du Chili où Pablo Zalaquett (UDI) est élu maire avec 47,32 % des votes face au démocrate-chrétien Jaime Ravinet (36 %), la concertation perd les villes de Iquique et Valparaíso où Jorge Castro (UDI) est élu avec 44,86 % des votes contre 42,64 % au maire sortant démocrate-chrétien, Aldo Cornejo.
Pour les élections de 2013, la Concertation est remplacée par la Nouvelle Majorité.

## Résultats électoraux

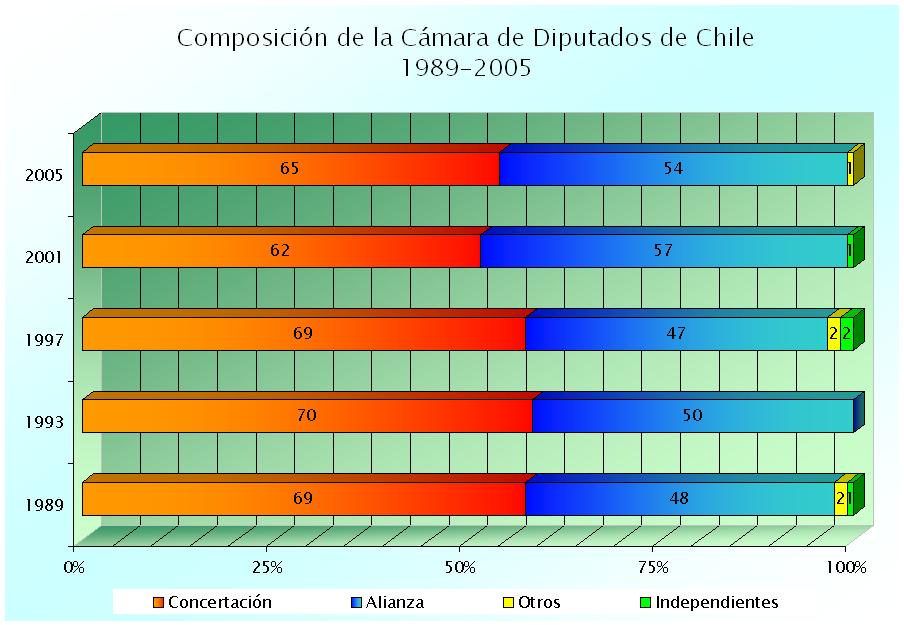
Composition de la chambre des députés de 1989 à 2005.

| Année                      | % votes | Élus       |
| 1989                       | 56,80   | 71 sur 120 |
| 1993                       | 55,40   | 70 sur 120 |
| 1997                       | 50,51   | 69 sur 120 |
| 2001                       | 47,90   | 62 sur 120 |
| 2005                       | 51,77   | 65 sur 120 |
| 2009 (avec Juntos Podemos) | 44,36   | 57 sur 120 |

| Année | % votes | Candidats | Conseillers municipaux élus |
| 1992  | 53,30   | 2.006     | 1.187                       |
| 1996  | 56,13   | 2.002     | 1.251                       |
| 2000  | 52,13   | 1.855     | 1.205                       |
| 2004  | 47,91   | 2.461     | 1.329                       |